# Cormocephalus nitidus
Cormocephalus nitidus är en mångfotingart som beskrevs av Carl Oscar von Porat 1871. Cormocephalus nitidus ingår i släktet Cormocephalus och familjen Scolopendridae.

## Underarter
Arten delas in i följande underarter:
- C. n. calcaratus
- C. n. nitidus
- C. n. willsii